# Gantz: O
Gantz: O (estilitzat com GANTZ:O) és una  pel·lícula de ciència-ficció d’acció d’animació japonesa per adults del 2016 dirigida per Yasushi Kawamura i Keiichi Sato (cap), escrita per Tsutomu Kuroiwa, animada per Digital Frontier, i basat en la sèrie de manga Gantz, que va ser escrita i il·lustrada per Hiroya Oku. Fou llançada al Japó per Toho el 14 d’octubre de 2016.

## Argument
Mentre lluita contra monstres invasors, Kei Kurono rescata la seva amiga, la Reika. Tot i que ella protesta, ell ataca el líder dels monstres, morint després de matar-lo. Reika i els seus companys d'equip supervivents són teletransportats a la seva base. En un altre lloc, Masaru Kato mor intentant salvar algú d'un atac de ganivet en un metro. Es desperta en una habitació amb la Reika i els seus companys d'equip: Yoshikazu Suzuki, un vell; Joichiro Nishi, un adolescent malhumorat; i un home enfadat i no identificat. Suzuki explica que tots ells han mort i s'han despertat a l'habitació, i des d'aleshores s'han vist obligats a lluitar contra onades de monstres. Abans que Suzuki pugui explicar més, un orbe negre identificat com "Gantz" anuncia que la seva propera missió està a punt de començar. L'home enfadat es nega a participar i és assassinat per Nishi, que raona que hauria estat una responsabilitat.
Després de posar-se vestits ajustats que contenen tecnologia avançada, el grup és teletransportat a Osaka. Quan Kato demana respostes, Nishi amenaça de matar-lo. Suzuki explica ràpidament el "joc": l'equip té dues hores per matar tots els monstres de la ciutat; si fracassen, els membres de l'equip moren. Després que en Kato i el seu equip es trobin amb l'equip d'Osaka, alguns dels quals tenen armes exòtiques, Suzuki li diu que els jugadors adquireixen punts per matar monstres. Qualsevol que aconsegueixi 100 punts pot triar entre tres bonificacions: armament millorat, resurrecció d'un company d'equip caigut o llibertat del "joc".
Nishi es torna invisible per esperar sigil·losament els monstres de punt alt. Els altres observen com l'equip d'Osaka, més ben equipat, mata monstres fàcilment. Reika i Suzuki demanen a Kato que no s'enfronti als monstres innecessàriament, però ell insisteix que rescatin els ciutadans de la ciutat. Es neguen, dient que són massa febles.
Anzu Yamasaki, membre de l'equip d'Osaka, segueix en Kato, intentant esbrinar la seva motivació. Kato diu que és un estudiant que viu sol amb el seu germà petit des de la mort dels seus pares. Yamasaki revela que té un fill petit i diu que tenen alguna cosa en comú: tots dos han de mantenir-se amb vida per ajudar algú que depèn d'ells. Tot i que Yamasaki inicialment creu que Kato s'està mostrant, finalment conclou que realment vol ajudar els altres i s'uneix a ell per matar un monstre que amenaçava els civils.
Un monstre gegantí s'aixeca de l'aigua i apareix un mecha igual de gran, pilotat pel set vegades guanyador Hachiro Oka. Oka mata el monstre però perd el seu mecha. Mentrestant, un altre monstre mata els dos jugadors més competents de l'equip d'Osaka.
Oka, ferit i sense armes, s'enfronta al monstre principal, que apareix en una sèrie de formes cada cop més mortals. Oka sembla guanyar, però li diu a l'equip que no està mort; s'ha de prendre per sorpresa per ser assassinat de veritat. Després d'aixecar-se, el dimoni derrota fàcilment els jugadors restants. Suzuki està greument ferit després de sacrificar-se per salvar Kato, i el braç d'en Nishi és arrencat. En lloc de matar-los, va darrere d'Oka, que ha marxat per recuperar millors armes.
Sabent que algú ha de derrotar el dimoni i que l'Oka pot estar massa ferit, Kato decideix actuar com a esquer mentre la Reika i la Yamasaki llueixen el monstre. Abans que comenci el pla, Yamasaki proposa que, si ella i la Kato sobreviuen, comencen a viure junts amb el seu fill i el germà de la Kato. Encara que sorprès, Kato accepta, i prenen les seves posicions.
El dimoni, després d'haver matat a l'Oka, ataca en Kato i els altres li disparen des de la distància. Abans de morir, el dimoni mata Yamasaki i mutila Kato. Kato s'ensorra al costat del cos de Yamasaki, i els altres el donen per mort. En Reika, en Suzuki i en Nishi es sorprenen quan ell es reuneix amb ells a la base, on tots estan completament curats. Quan es comptabilitzen les puntuacions, Kato té 100 punts; Reika i Suzuki l'encoratgen a escollir la seva llibertat, però ell ressuscita Yamasaki. Després que Gantz els permet marxar, Kato corre cap al seu germà. Els altres revelen que aquesta és la segona vegada que Kato juga al joc de Gantz: després de guanyar una partida anterior, se li va concedir la llibertat i se li van esborrar els records. Encara que no saben com va tornar, afirmen que el seu caràcter d'abnegació continua sent el mateix.

## Repartiment
| Personatges      | Japonès          | Anglès            |
| ---------------- | ---------------- | ----------------- |
| Masaru Kato      | Daisuke Ono      | Kaiji Tang        |
| Anzu Yamasaki    | Mao Ichimichi    | Cristina Vee      |
| Joichiro Nishi   | Tomohiro Kaku    | Kyle McCarley     |
| Reika Shimohira  | Saori Hayami     | Laura Post        |
| Yoshikazu Suzuki | Shuuichi Ikeda   | Todd Haberkorn    |
| Nurarihyon       | Masane Tsukayama | Josiah Wills      |
| Susumu Kimura    | Masaya Onosaka   | Bryce Papenbrook  |
| Sanpei Taira     | Kenjiro Tsuda    | Tony Azzolino     |
| Tetsuo Hara      | Teruaki Ogawa    |                   |
| Kei Kurono       | Yūki Kaji        | Lucien Dodge      |
| Ayumu Kato       | Rihito Morio     | Austin Chase      |
| Hachiro Oka      | Kendo Kobayashi  | Doug Erholtz      |
| George Shimaki   | Masaki Sumitani  | Steve Heiser      |
| Nobuo Muroya     | Makoto Izubuchi  | Keith Silverstein |
| Gantz Ball       | SofTalk          | Cherami Leigh     |

## Producció
El 17 de novembre de 2015, la pel·lícula es va anunciar originalment al número de desembre de Miracle Jump com una pel·lícula d'anime Gantz "3DCG completa" sense títol. El 18 d'abril de 2016, es va revelar que el títol de la pel·lícula era Gantz: O i seria basat en l'arc d'Osaka del manga original. Es van publicar diversos tràilers de la pel·lícula al llarg l'any, amb música de la banda japonesa, The Dresscodes.
El 3 d'agost de 2016, Hiroya Oku va parlar de la creació de la pel·lícula en un esdeveniment, "GANTZ: O NIGHT ~ @hiroya_oku SHIBUYA Mission ~," al costat del director Yasushi Kawamura, l'intèrpret de captura de moviment Asami Katsura i una rèplica de l'orbe de Gantz. Tot i que a Oku li agradaven les pel·lícules anteriors de 3DCG basades en el manga, no estava satisfet amb parts de la pel·lícula, tot i que es va sorprendre que complissin els seus ideals.

## Llançament
Gantz: O va ser llançat al Japó per Toho el 14 d'octubre de 2016. The Blu-ray was released on February 22, 2017.
La pel·lícula va tenir el seu debut en anglès al Festival Internacional de Cinema de Tòquio el 19 de novembre de 2016. Un doblatge en anglès separat es va poder reproduir a Netflix el 18 de febrer de 2017.

## Recepció

### Taquilla
La pel·lícula es va estrenar en 153 ubicacions i es va classificar al sisè lloc de la taquilla japonesa el cap de setmana d'obertura.
A partir del 30 d'octubre de 2016, la pel·lícula ha recaptat un total de més de 246 milions de iens.

### Reconeixements
| Any  | Cerimponia de premi            | Categoria                                   | Resultat  |
| ---- | ------------------------------ | ------------------------------------------- | --------- |
| 2017 | 71ns Premis de Cinema Mainichi | Millor pel·lícula d'animació                | Nominat   |
| 2017 | Premis VFX-JAPAN               | Premi a l'Excel·lència de Cinema d'Animació | Guanyador |